# Anania elutalis
Anania elutalis is een vlinder van de familie van de grasmotten (Crambidae). De wetenschappelijke naam van deze soort is voor het eerst voorgesteld als Pyrausta elutalis door George Hamilton Kenrick in een publicatie uit 1917. De spanwijdte bedraagt 32 millimeter.
De soort komt voor in Madagaskar.